# José María Sarobe
José María Sarobe (1888-1946) fue un historiador y militar argentino.

## Biografía
Formaba parte del sector liberal del Ejército junto con el general Agustín Pedro Justo y participó con el grado de teniente coronel de la Revolución de 1930. Fue pronto enviado como agregado militar en Japón y después llamado a edecán. Fue comandante de la 4.ª División de Ejército.
Fue un historiador con varias obras escritas destacando entre ellas Memorias sobre la revolución del 6 de septiembre de 1930, y fue miembro de la Academia Nacional de la Historia desde 1939 y del Instituto Cultural Argentino-Uruguayo.
También en 1939 alcanzó el grado de general de brigada.
Sus Memorias sobre la revolución del 6 de septiembre de 1930 fueron publicadas póstumamente en 1956.